# Jeroen Bleekemolen
Jeroen Bleekemolen (Heemstede, 23 oktober 1981) is een Nederlandse autocoureur, woonachtig in Monaco. Hij is de zoon van Michael Bleekemolen en broer van Sebastiaan Bleekemolen, die eveneens coureurs zijn. Samen runnen zij hun familiebedrijf "Bleekemolens Race Planet".  
In 1995 werd hij tweede in de 60 en 80cc juniorenklasse karten. 
Bleekemolen bestuurde een Dodge Viper in het FIA GT kampioenschap, en met groot succes. Hij streed in het erg competitieve Duitse Formule 3 kampioenschap, en reed enkele malen de Masters of Formula 3 op Circuit Park Zandvoort, het onofficiële Formula 3 Wereldkampioenschap. Voor Team Opel reed hij de meest prestigieuze Touring Car race ter wereld, namelijk de DTM. In 2005 streed hij in de ELF BRL V6.

## A1 Grand Prix
In het eerste seizoen van de A1 Grand Prix (2005-2006) was Jeroen Bleekemolen reservecoureur voor het A1 Team The Netherlands. Bij aanvang van het tweede seizoen (2006-2007) werd hij in september 2006 eerste rijder voor het team. Hij verving Jos Verstappen, die kort voor de race wegens een financieel conflict met het team besloot niet te rijden.

### Seizoen 2006-2007

#### Race 1: 1 oktober 2006 - Zandvoort (Nederland)
Bij de vrije trainingen op vrijdag werd hij twee keer tweede en een keer zevende. Voor de sprintrace wist hij zich daarnaast als negende te kwalificeren. In de feature race werd hij knap vierde, na een groot aantal ronden aan kop te hebben gereden.

#### Race 2: 8 oktober 2006 - Brno (Tsjechië)
Bleekemolen startte de sprintrace vanaf een twaalfde plaats op de grid. Direct bij de start was er spektakel, toen Duitsland en Nieuw-Zeeland elkaar raakten. Duitsland ging op zijn kant en vloog vervolgens de vangrail in. Bleekemolen, die daar direct achter zat, moest inhouden en uitwijken naar rechts, wat hem een aantal plaatsen kostte. Daarna zat de coureur van A1 Team The Netherlands lang vast achter Libanon. Aan het eind lukte het Bleekemolen om Libanon te passeren, maar Brazilië voorbij gaan lukte net niet meer.
Voor de hoofdrace startte A1 Team The Netherlands als tiende. Bleekemolen wist direct een paar plaatsen te winnen. Het team maakte vroeg een pitstop, maar wist net niet voor China, Duitsland en Groot-Brittannië op de baan te komen. Daarna zat Bleekemolen de rest van de race vast achter China en was niet in staat om verder aan te vallen.
Uiteindelijk behaalde A1 Team The Netherlands twee punten door als negende te eindigen.

#### Race 3: 12 november 2006 - Beijing (China)
Jeroen Bleekemolen reed op 12 november 2006 zijn derde race voor A1 Team The Netherlands. Voor deze race werd er in Beijing een stratencircuit geprepareerd.

### Seizoen 2007-2008

#### Race 1: 30 september 2007 - Zandvoort (Nederland)
...

#### Race 2: 14 oktober 2007 - Brno (Tsjechië)
In de eerste kwalificatie (voor de sprintrace) reed Bleekemolen naar een tweede plaats, maar door een spin in de tweede sessie zakte hij terug naar een vijfde positie. In de derde sessie was hij de snelste en hij wist zijn tijd in de vierde zelfs nog te verbeteren, waardoor hij in de hoofdrace van pole mocht starten. In de sprintrace wist hij zijn vijfde plaats tot aan de finish te behouden. In de hoofdrace werd hij tweede.

## Carrière
1998
- Kampioen Nederlands en Benelux kampioen Formule
- 3e plaats Renault Megane Junior Cup (5 uit 8 races gereden)

1999
- 6e plaats Formule Palmer Audi (1 pole)
- Europees Formule Opel kampioenschap

2000
- Duits formule 3 kampioenschap
- 7e plaats Marlboro Masters

2001
- 2e plaats FIA GT kampioenschap (2 overwinningen, 4 poles)
- 3e plaats Europees Renault Clio kampioenschap (5 uit 9 races gereden, 3 overwinningen)
- Kampioen Nederlands Clio Cup (6 overwinningen, 6 poles)
- 24 uur Spa-Francorchamps

2002
- 2e Dutch Touring Car Championship (5 overwinningen, 6 pole positions)
- Formule 3
- V8 STAR 1 race
- Europees Clio V6 kampioenschap

2003
- DTM
- 24 uur Nürburgring

2004
- DTM

2005
- A1 Grand Prix
- 24 uur Spa-Francorchamps, 24 uur Zolder
- voor Spyker: FIA GT, Le Mans series
- Porsche Supercup (1 race)
- Nederlands en Benelux kampioen Benelux Racing League (11 overwinningen uit 14 races)

2006
- A1GP rijder team Nederland (1 pole, 1 overwinning)
- voor Spyker: 12 uur Sebring, 24 uur van Le Mans, Le Mans Series en FIA GT
- Belcar met SRT Corvette C5
- DTM (2 races voor Audi)
- Porsche Supercup (1 race), Porsche Carrera Cup (1 race)

2007
- A1GP (1 pole positie, 2 podiums)
- Le Mans Series en 24 uur van Le Mans met Racing for Holland
- Porsche Supercup (5 poles en 3 overwinningen), 2 races Porsche Carrera Cup
- 24 uur Spa
- ADAC GT Masters

2008
- A1GP Team Nederland
- Kampioen Porsche Supercup (3 overwinningen)
- Winnaar 24 uur van Le Mans in de LMP2 klasse met Porsche
- Le Mans series (1 overwinning)
- ADAC GT Masters
- Porsche Carrera Cup Duitsland
- 24 uur Dubai

2009 	
- A1GP rijder team Nederland 4e plaats (2 pole positions, 1 overwinning, 2 podiums)
- Porsche Supercup Kampioen
- (5 overwinningen, 7 pole positions, alle 13 races op het podium)
- Porsche Carrera Cup Duitsland Vice-kampioen (4 overwinningen, 3 pole positions)
- 24 uur van Le Mans fabrieksrijder Spyker (5e plaats GT2)
- Dutch GT4 met Corvette (4 overwinningen in 4 races)
- 24 uur van Dubai
- Shelby Can Am Kyalami (overwinning en pole position)

2010 	
- American Le Mans Series kampioen (7 pole positions, 4 overwinningen, 7 podiums)
- Porsche Supercup (1 pole position, 3 podiums)
- 24 hours of Daytona 5th place
- 24 hours of Le Mans and LMS Paul Ricard and Algarve fabrieksrijder Spyker
- 24 hours of Dubai
- Porsche Carrera Cup (2 podiums in 2 races)
- Dutch GT4 met Corvette (2 pole positions, 2 overwinningen, 5 podiums)
- Grand Am 6 hours of Watkins Glen
- Toerwagen Diesel Cup
- Shelby Can Am Kyalami

2011 	
- Porsche Supercup met Team Abu Dhabi by Tolimit
- 12 hours of Sebring, 24 hours of Le Mans and Petit Le Mans met Rebellion Racing Lola-Toyota LMP1
- 24 hours of Dubai met Tolimit Arabia 4th place
- 24 hours of Daytona met TRG/Black Swan Racing/GMG
- 24 hours of Le Mans met Rebellion Racing, Lola B10/60-Toyota
- American Le Mans Series met Black Swan Racing (Kampioen GTC klasse)
- Porsche Carrera Cup met Team Deutsche Post by Tolimit
- Dutch GT4
- Toerwagen Diesel Cup

2012
- 24 hours of Le Mans met Rebellion Racing Lola-Toyota LMP1
- co-driver van Shane van Gisbergen bij de Goldcoast 600 in V8 supercars championchip